# 咱們相愛吧
《咱們相愛吧》（英語：We Fall in Love）是2016年中國大陸都市情感劇，由張靜初、張歆藝、秦嵐、袁弘、明道、張晞臨領銜主演。本劇是《咱們結婚吧》的姐妹篇，講述三個女人在各自的工作、婚姻、友誼中經歷了重重考驗，最終找到真愛與尊嚴的故事。本劇於2016年11月7日在湖南衛視金鷹獨播劇場首播。台灣OTT由LiTV 線上影視全劇上架。

## 播出時間
| 頻道          | 所在地   | 播映日期       | 播出時間               | 備註         |
| 湖南衛視      | 中国大陆 | 2016年11月7日  | 每日19:50              | 金鷹獨播劇場 |
| 優酷          | 中国大陆 | 2016年11月7日  | 每日19:50              | 同步首播     |
| 山東衛視      | 中国大陆 | 2016年12月17日 | 每日19:30              | 花漾劇場     |
| 湖北衛視      | 中国大陆 | 2017年6月25日  | 每日19:30              | 長江劇場     |
| 高點綜合台    | 臺灣     | 2018年11月30日 | 週一至週五 17:00-18:00 |              |
| 高點育樂台    | 臺灣     | 2018年12月17日 | 週一至週五 19:00-20:00 |              |
| EYE TV 戲劇台 | 臺灣     | 2018年12月19日 | 週一至週五 20:30-22:00 |              |

## 演員列表

### 主要角色
| 演員   | 角色   | 介绍 |
| 張靜初 | 林笑笑 | 建筑系才女，才华洋溢，双鱼座。不善与人打交道，心直口快常得罪人，是别人眼中的“怪咖”。但她富有正义感，爱打抱不平，是个爱幻想的理想主义者，提倡绿色环保。 |
| 張歆藝 | 潘芝芝 | 室内设计公司老板，事业有成的女强人，狮子座。外表果敢利落，颇有几分女汉子的气场，内心却住着一个和年纪不匹配的灵魂，她爱染金发，爱穿辣到爆的潮装，交往的全是不靠谱的小鲜肉，年近不惑仍小姑独处，待字闺中，用她的话说：姊姊我就赖在青春期不走了。                           |
| 秦嵐   | 蔡春妮 | 林笑笑、潘芝芝的闺蜜，豪门媳妇，巨蟹座。三个好友中，蔡春妮自认才华比不上林笑笑，能力比不上潘芝芝，小家碧玉型的她很务实，毕业不久在好友潘芝芝介紹下結識了地产商人康乔並且不久之後嫁给了康乔;原以為從此是過著令人羨慕的豪門少奶奶生活,豈料真實生活還是如人飲水，冷暖自知。 |
| 袁弘   | 時光   | JK建筑事务所的首席设计师，射手座。有个当演员的女友，热衷参加各种时尚活动。他个性张扬霸气，目空一切，既冷漠又炙烈，口才极佳，谈吐犀利，常常语不惊人死不休。 |
| 明道   | 黃紹谷 | 影视制片人，时光的好友，沉稳细腻又多情的摩羯座。他曾是蔡春妮的初恋男友，两人爱得如胶似漆，难解难分，但母亲嫌弃蔡春妮出身贫寒，私下和蔡父做了交易，棒打鸳鸯，他带着一颗破碎的心去了美国，在美国那些年，他始终忘不了蔡春妮，一直保持单身。                                 |
| 張晞臨 | 康喬   | 房地产老板，蔡春妮丈夫，商界枭雄，为人精明，工作狂，从不做赔本买卖。短短十几年，跃身为地产界最年轻的大鳄，但行事低调神秘，很少抛头露面。他爱潘芝芝，也爱蔡春妮，直到婚姻出了状况，才发现为时已晚。最后幡然醒悟，学会放手。                                               |

### 林笑笑家
| 演員 | 角色 | 介绍       |
| 蓋克 | 林母 | 林笑笑母親 |

### 蔡春妮家
| 演員         | 角色   | 介绍                                                                                 |
| 徐敏         | 蔡父   | 蔡春妮父親                                                                           |
| 田小潔       | 蔡春馳 | 蔡春妮哥哥                                                                           |
| 顧語涵       | 蔡婷婷 | 蔡春妮與黃紹谷的女兒，蔡春馳之養女。表面上跟康思康為表姊弟，兩人實為同母異父之姊弟。 |
| 森蒂 （3歲） | 蔡婷婷 | 蔡春妮與黃紹谷的女兒，蔡春馳之養女。表面上跟康思康為表姊弟，兩人實為同母異父之姊弟。 |
| 婉兒 （6歲） | 蔡婷婷 | 蔡春妮與黃紹谷的女兒，蔡春馳之養女。表面上跟康思康為表姊弟，兩人實為同母異父之姊弟。 |

### 康喬家
| 演員           | 角色   | 介绍 |
| 楊青           | 康母   | 康喬母親，惡婆婆代表。 |
| 董維嘉         | 康蘭   | 康喬妹妹，簡放的未婚妻，深愛簡放。在康瑞地產公關部當主管，個性嬌縱任性，有嚴重的公主病，稍有伺候不周，就大發雷霆。在經歷了分分合合之後，終與簡放走到了一起。 |
| 解惠清         | 康思淳 | 康喬與前妻的女兒，誤會敵視春妮而自願出國留學。 |
| 郭紫銘         | 康思康 | 康喬與蔡春妮的兒子，康思淳的異母弟弟 |
| 張恩睿 （3歲） | 康思康 | 康喬與蔡春妮的兒子，康思淳的異母弟弟 |

### 簡放家
| 演員           | 角色 | 介绍 |
| 奇道           | 簡放 | 大學教授，林笑笑前夫，外表斯文儒雅，不懂體貼又叨絮的天秤座。和林笑笑是大學情侶，畢業後留校任教。與康蘭師生戀劈腿，分分合合走到了一起，經營自己的公司。 |
| 沙景昌         | 簡父 | 簡放父親 |
| 艾麗婭         | 簡母 | 簡放母親；沒文化自卑而尖酸刻薄 |
| 馬程程         | 簡貞 | 簡放妹妹 |
| 武澤錦熙       | 簡丹 | 林笑笑與簡放的兒子，患有先天性癲癇(遺傳自父親)，在父母離異之後，不能接納時光為自己的繼父，後經過一段時間相處，而逐漸信任對方。                         |
| 郭瀟然 （3歲） | 簡丹 | 林笑笑與簡放的兒子，患有先天性癲癇(遺傳自父親)，在父母離異之後，不能接納時光為自己的繼父，後經過一段時間相處，而逐漸信任對方。                         |

### 其他
| 演員   | 角色   | 介绍 |
| 柳小海 | 毛大毛 | 个性叛逆而调皮的双子座，满嘴网络流行语，衣着中性，是潘芝芝的员工，也是她的迷弟。真实身份是房产大亨的儿子，富二代。为了潘芝芝，他苦练长跑，希望有一天能和她并驾齐驱。 |
| 夏陽   | 小甜甜 | 潘芝芝公司前檯員工，康思淳好友。 |
| 席儷桐 | 林燕   | |
| 譚峰   | 嚴律己 | 對林笑笑毛手毛腳的色老闆 |
| 王全有 | 畢先生 | |
| 孫夢泉 | 時母   | |
| 李勤勤 | 汪姐   | |
| 王千赫 | 杜麗紅 | |
| 陳南飛 | 顧方舟 | |
| 汪聰   | 秦媛   | |
| 曾紅生 | 毛父   | |
| 田岷   | 毛母   | |
| 周毅   | 顧曉歐 | |
| 邵峰   | 吳禮強 | |
| 崔新琴 | 葉工   | |
| 金鐵峰 | 孫副總 | 康喬手下 |
| 劉譽坤 | Peter  | |
| 任正彬 | 黃總   | |
| 吳曉東 | 導演   | |
| 苑冉   | 安娜   | |
| 黃衛   | 嚴父   | |
| 李妮妮 | 嚴羽彤 | |
| 柳彬   | 老唐   | |

## 外部連結
- 咱們相愛吧的新浪微博